# Tocolytique
Un tocolytique est un médicament qui diminue les contractions utérines. Il induit une tocolyse. Il est utilisé essentiellement dans les menaces d'accouchement prématuré.

## Principaux types
- Bêta-2-mimétiques : terbutaline, rifodrine, fénotérol, salbutamol ;
- Bloqueurs de canaux calciques : nifédipine ;
- Antagonistes de l'ocytocine : atosiban.

On a jusque dans les années 1970 utilisé de l'alcool ou jusque dans les années 1980 du sulfate de magnésium en perfusion, (parfois sur du long terme, seul ou en association avec un autre produit tel que la ritodrine ), mais si le sulfate de magnésium semblait poser des problèmes de toxicité pour le nouveau-né ou le fœtus (malformations congénitales). Ceuiskshank & al. ont montré en 1979 que le magnésium est un perturbateur endocrinien (du système parathyroidien) du métabolisme du calcium chez le fœtus ou le nouveau-né.
Selon une revue Cochrane publié en 2022, les tocolytiques les plus efficaces pour retarder l'accouchement prématuré de 48 heures et 7 jours étaient les donneurs d'oxyde nitrique, les inhibiteurs calciques, les antagonistes des récepteurs de l'ocytocine et les combinaisons de tocolytiques.